# Scylliogaleus
Scylliogaleus is een monotypisch geslacht van de familie van gladde haaien (Triakidae) en kent slechts 1 soort.

## Taxonomie
- Scylliogaleus quecketti Boulenger, 1902 – Flapsnuitvaalhaai

Furgaleus · Galeorhinus · Gogolia · Hemitriakis · Hypogaleus · Iago · Mustelus · Scylliogaleus · Triakis